# 久留米市立高牟礼中学校
久留米市立高牟礼中学校（くるめしりつたかむれちゅうがっこう）は、福岡県久留米市にある公立中学校。高牟礼中学校または高牟礼中と略される。1992年4月1日に久留米市立明星中学校から分離設立された久留米市立第13番目の中学校で、現在久留米市で一番新しい中学校である。

## 校訓
- 『明るく』 目標を見定め、意気揚々と突き進みくじけない生徒
- 『優しく』 おおらかで相手の思いや立場に立って物事を考え、集団に貢献しようと努力する生徒
- 『逞しく』 体力増進に努め、自らを律する自己統率力をもつ生徒

## 学校教育目標
- 燃える生きがいと逞しい実践力で21世紀を創造する生徒の育成

## 概要
当校は福岡県久留米市高良内町にある明星山の麓にある久留米市で一番新しい中学校である。中学校の北方に久留米市立高良内小学校がある。近くに青峰団地（旧名高良内ニュータウン）があり、そこには久留米市立青峰小学校がある。その高良内小学校、青峰小学校の生徒の大半が高牟礼中学校に入学することになる。
毎月体育館で全校朝礼がある。
生徒数は300人もおらず、クラス数は２である。毎年5月には体育祭、10月には文化祭がある。
最終下校時間15分前になると放送で組曲「筑後川」の「河口」が流れる。この曲は文化祭（合唱の部）のブロック合唱の曲目である。
生徒が自主的に行動できるようになるために、ノーチャイムである（校内のあらゆる場所に時計が設置されている）。
久留米市中学校の市内統一スローガンの「一度しかない今、夢・笑顔・仲間を大切に」は、体育館に提示されている。

## 韓国との交流
高牟礼中学校は韓国、釜山にある冬柏（トンペク）中学校（동백중학교）と長年、国際交流を行っている。
以前は修学旅行で冬柏中学校を訪問し、文化交流を行っていた。その他、釜山の街を中心に、釜山外国語大学の学生のガイドを受けて、班別自主散策をしていたが、現在は京都と奈良に完全に変更された。
夏休み中には冬柏中から70～80名の生徒が本校を訪問し、文化交流を行っている。しかし、平成23年度の修学旅行は3月11日に発生した東日本大震災による福島第一原子力発電所事故が韓国で報道され、風評が流れていたため、韓国の釜山には旅行をしたものの、冬柏中学校との交流は実現しなかった。

## 生徒会

### 生徒会の成り立ち
高牟礼中学校では、生徒会三役と各専門委員長が生徒会執行部となっている。高牟礼中学校では生徒一人ひとりが生徒会に所属し、生徒会三役、各専門委員長が生徒会執行部となっている。

### 生徒会三役
- 生徒会長（1人）
- 副会長（3人）
- 書記（2人）

### 委員会
各委員会に、委員長1名、各学級から男女2名の計19名が所属している。
- 総務委員会
- 保体委員会
- 図文委員会
- 環境委員会
- 給食委員会

## ブロック活動
各学級を縦割りにしてブロックをつくる。主に体育祭や、文化祭の合唱コンクールで活動する。
現在、二つのブロックがある。
1組=赤ブロック　2組=青ブロック　

## 部活動

### 運動部
- 陸上部
- 男子卓球部
- 男子バスケット部
- 女子バスケット部
- 軟式野球部
- サッカー部
- 男子ソフトテニス部
- 女子ソフトテニス部
- 男子バドミントン部
- 女子バドミントン部
- 剣道部

### 文化部
- 吹奏楽部
- 美術部

## 周辺
- 久留米市立高良内小学校
- 高良内保育園
- 青峰団地(高良内ニュータウン)
- コミュニティーセンター高良内会館
- 久留米市立青峰小学校
- 青峰校区コミュニティーセンター

## 交通アクセス

### バス
- 西鉄バス：行き先番号 青、3番 市役所→西鉄久留米→諏訪野町→国分→大学医療センター→青峰団地行きバスに乗車。(大学医療センター経由バスは一部時間帯のみ。それ以外は通過)団地入口バス停で下車。徒歩約3分で学校に到着。

### 電車
- 西鉄天神大牟田線：西鉄久留米駅で下車。1階の西鉄久留米バスセンター移動。上の項目のバスに乗車。上の項目のバスは2番乗り場で発着している。
- 九州新幹線・鹿児島本線・久大本線：久留米駅で下車。JR久留米駅バス停に移動。上の項目のバスに乗車。

### 一般道路
- 国道3号：久留米市の諏訪野町一丁田信号機を曲がり福岡県道752号藤山国分一丁田線に入る。聾学校前信号機で南方面に福岡県道752号は曲がっているが、直進し進む。青峰団地信号機で北方向に曲がり進み左にカーブし、右折する。そのまま進むと学校の校門に到着する。
- 国道322号：終点の久留米市の東町信号機で国道3号に入る。上の項目の通りに進む。

### 高速道路
- 九州自動車道：久留米インターチェンジで降りる。国道322号の久留米市街方面に入り、国道322号終点の東町信号機で国道3号に入る。上の「一般道路」の「国道3号」の手順で到着。